# استعلام بها
استعلام بها (انگلیسی: Letter of Intent (LOI) یا انگلیسی: Price Inquiry) سندی رسمی است که خریدار برای تقاضای خرید یا تفاهم‌نامه‌ای حاوی جزئیات فعالیت بازرگانی صادر می‌کند و برای فروشنده ارسال می‌نماید. این سند شامل مشخصات کالا یا محصول، مقدار مورد نیاز، نحوه حمل، امور بانکی و سایر جزئیات است. به‌طور خاص، LOI نشان‌دهنده نیازهای مشتری و شرایط خرید (مانند قیمت و نحوه پرداخت) است و به فروشنده کمک می‌کند تا موارد لازم را در فرآیند فروش مدنظر قرار دهد. این سند معمولاً غیرالزام‌آور است، اما در برخی موارد می‌تواند شرایط الزام‌آوری داشته باشد.
استعلام بها یا استعلام قیمت ممکن است از طریق یکی از روش‌های زیر انجام شود:
- نامه: ارسال درخواست کتبی به فروشنده.
- تلفن: تماس مستقیم برای دریافت اطلاعات قیمت.
- فکس: ارسال درخواست از طریق دستگاه فکس.
- اینترنت: استفاده از وب‌سایت‌های تجاری یا ایمیل برای استعلام قیمت.